# Кукавице (Купрес)
Кукавице су насељено мјесто у Босни и Херцеговини, у општини Купрес, које административно припада Федерацији Босне и Херцеговине. Према попису становништва из 1991. у насељу је живјело 129 становника.

## Становништво
Према попису 1991. укупно: 129
| Националност | 1991.       |
| Хрвати       | 59 (45,73%) |
| Муслимани    | 57 (44,18%) |
| Срби         | 13 (10,07%) |
| Укупно       |             |